# Михама (Миэ)
Михама (яп. 御浜町 Михама-тё:) — посёлок в Японии, находящийся в уезде Минамимуро префектуры Миэ. Площадь посёлка составляет 88,28 км², население — 8887 человек (1 июня 2014), плотность населения — 100,67 чел./км².

## Географическое положение
Посёлок расположен на острове Хонсю в префектуре Миэ региона Кинки. С ним граничат город Кумано и посёлок Кихо.

## Население
Население посёлка составляет 8887 человек (1 июня 2014), а плотность — 100,67 чел./км². Изменение численности населения с 1980 по 2005 годы:
| 1980 | 10 544 чел. |  |
| 1985 | 10 279 чел. |  |
| 1990 | 9893 чел.   |  |
| 1995 | 9914 чел.   |  |
| 2000 | 10 030 чел. |  |
| 2005 | 9903 чел.   |  |

## Символика
Деревом посёлка считается Pinus thunbergii, цветком — Citrus unshiu, птицей — Emberiza cioides.